# Andrzej Pettyn
Andrzej Pettyn (ur. 19 kwietnia 1938 w Warszawie, zmarł 23 kwietnia 2021 w Milanówku) – wybitny esperantysta, pedagog, dziennikarz radiowy oraz prasowy, nauczyciel, działacz kulturalny i samorządowy, znawca języka fińskiego, honorowy członek UEA.

## Życiorys
Przez 49 lat pracował w Polskim Radiu, gdzie prowadził w Polskim Radiu dla Zagranicy (wówczas było to Radio Polonia) audycje w języku fińskim oraz esperanto. Współpracował z prasą drukowaną: „ITD”, „Nową Wsią”, „Ilustrowanym Kurierem Polskim”, „Kurierem Podlasia”. W latach 1961–1964 uczył w szkole podstawowej oraz w Studium Stenotypii i Języków Obcych. Autor przekładów, podręczników i słowników do nauki języka esperanto. Wśród przekładów są bajki dla dzieci oraz ponad 200 piosenek, jak i montaż poetycko-muzyczny dla Zespołu Pieśni i Tańca Politechniki Warszawskiej we współpracy z Szymonem Kobylińskim. Ponad 30 lat był członkiem Akademii Esperanta. Był w latach 1998–2001 redaktorem miesięcznika Towarzystwa Przyjaźni Polsko-Fińskiej „Sisu”. Podręczniki jego autorstwa, przede wszystkim do nauki języka esperanto, poza Polską wydawane były m.in. w Chinach, Japonii, Finlandii, USA. Prowadził warsztaty dla nauczycieli esperanta w Azji, Australii i w wielu krajach europejskich.
Od 1958 roku członek Światowego Związku Esperantystów (UEA) w latach 1977–1980 w zarządzie do spraw edukacji. W 2005 ogłoszony honorowym członkiem UEA.
Ponad 30 lat współpracował ze środowiskiem niewidomych; brał udział w warsztatach rehabilitacyjnych, pogadankach, nagraniach książek mówionych, publikował artykuły w czasopiśmie „Pola Stelo”.
Także popularyzator wiedzy o Milanówku, współzałożyciel Towarzystwa Miłośników Milanówka, wiceprzewodniczący Rady Miasta Milanówka w latach 1998–2002, w 2002–2006 wiceprzewodniczący Rady Powiatu Grodziskiego, członek rady programowej Milanowskiego Uniwersytetu Trzeciego Wieku. Inicjator powstania zbioru dokumentów poświęconych miastu Milanówek, jego ludziom i wydarzeniom. Jest autorem kilkuset audycji oraz artykułów o Milanówku w Radiu Bogoria, RdC, Polskim Radiu, prasie lokalnej i portalach internetowych.
Zmarł w wieku 83 lat rankiem w piątek 23 kwietnia 2021 roku w swoim domu w Milanówku. Pod koniec życia borykał się z problemami zdrowotnymi, przez które przebywał w szpitalu, ale wrócił do domu kilka tygodni przed śmiercią.

## Nagrody i wyróżnienia
Za swoją działalność zawodową i społeczną był wielokrotnie wyróżniany.
- Zasłużony Działacz Kultury – Ministerstwo Kultury i Sztuki
- Nagroda Prezesa Komitetu ds. Radia i Telewizji
- Nagroda „Za upowszechnienie wiedzy o Polsce – ojczyźnie esperanta" – Wiedeń 1970
- Japońska nagroda pokojowa Onisaburo Deguchi – Walencja 1993
- Honorowa Odznaka Polskiego Radia SA
- Honorowa Odznaka Polskiego Związku Niewidomych
- Nagroda Międzynarodowego Festiwalu Sztuk Lalkowych w Zagrzebiu
- Srebrny Krzyż Zasługi
- Krzyż Kawalerski Orderu Odrodzenia Polski

## Twórczość
Jest autorem wielu książek i artykułów dotyczących języka esperanto oraz miasta Milanówka:
- Andrzej Pettyn: ABC języka esperanto. Kraków: Polski Związek Esperantystów. Oddział w Krakowie, 1990. Brak numerów stron w książce
- Andrzej Pettyn: Anegdoty świata. 2001. ISBN 83-7194-158-7. Brak numerów stron w książce
- Andrzej Pettyn, Hanna Pettyn: Bonan vojaĝon! Esperanto dla turystów. Bydgoszcz: Centralny Ośrodek Informacji Turystycznej, 1989. Brak numerów stron w książce
- Andrzej Pettyn: Cent pri cent. Cent anekdotoj pri cent famaj homoj. Malgranda legolibro. Warszawa: Polski Związek Esperantystów. Centrum Oświatowo-Wydawnicze Ritmo, 1989. Brak numerów stron w książce
- Andrzej Pettyn: Chopin w Milanówku. Rok Chopinowski 2010. Grodzisk Maz.: 2010. ISBN 978-83-926807-8-9. Brak numerów stron w książce
- Andrzej Pettyn: Ĉu vi parolas esperante? Kurs języka esperanto z płyt dla początkujących. Warszawa: Polskie Nagrania, Wiedza Powszechna, 1958, 1969, 1970, 1972, 1974, 1988. Brak numerów stron w książce
- Andrzej Pettyn: Esperanto. Podręcznik języka międzynarodowego. Warszawa, Bydgoszcz: Centralny Ośrodek Informacji Turystycznej, Centrum Oświatowo-Wydawnicze Polskiego Związku Esperantystów „Ritmo”, 1982, 1983, 1985, 1987. Brak numerów stron w książce
- Andrzej Pettyn: Esperanto en dialogoj. Warszawa: Wiedza Powszechna, 1990. ISBN 83-214-0486-3. Brak numerów stron w książce
- Andrzej Pettyn: Gramatyka języka esperanto. Warszawa: Nowe Wydawnictwo Polskie, 1990. ISBN 83-85135-15-4. Brak numerów stron w książce
- Andrzej Pettyn, Alina Wójcik: Mini rozmówki esperanckie. Wiedza Powszechna, 1986, 1987, 1988. Brak numerów stron w książce
- Izabela Bielińska, Andrzej Pettyn: Kiedy Milanówek był stolicą... : artykuły, wspomnienia, pamiętniki, anegdoty 1899-1999. Milanówek, Podkowa Leśna: Stowarzyszenie Inicjatyw Twórczych przy Galerii Ars Longa, Aula, 1999, 2002. ISBN 83-85275-44-4. Brak numerów stron w książce
- Katarzyna Chrudzimska-Uhera, Andrzej Pettyn: Milanówek – informator: historia, ludzie, architektura, przyroda. Milanówek: Towarzystwo Miłośników Milanówka, 2003. ISBN 83-913724-1-3. Brak numerów stron w książce
- Bogdan Artzt, Andrzej Pettyn: Milanówek "Mały Londyn". Spacer po miejscach pamięci związanych ze śladami II wojny światowej w Milanówku. Milanówek w jeden dzień. Kamila Kłosek (il.). Grodzisk Maz.: Urząd Miasta Milanówka, 2004, 2009. ISBN 978-83-926807-3-4. Brak numerów stron w książce
- Czesław Borski, Andrzej Pettyn: Milanówek. Miejsce magiczne. Grodzisk Maz.: Towarzystwo Miłośników Milanówka, 2005. ISBN 83-922218-0-X. Brak numerów stron w książce
- Andrzej Pettyn: Milanówek – pamięć i fascynacja. 2014. Brak numerów stron w książce[potrzebny przypis]
- Andrzej Pettyn, Hanna Pettyn: Praktika kurso de esperanto. Warszawa: Nowe Wydawnictwo Polskie, Polski Związek Esperantystów, 1990. Brak numerów stron w książce
- Andrzej Pettyn: Podręcznik języka międzynarodowego. Warszawa: Polski Związek Esperantystów, 1979. Brak numerów stron w książce
- Andrzej Pettyn: Praktika kurso de Esperanto. Skrypt do nauki języka esperanto. Warszawa: Polski Związek Esperantystów, 1978. Brak numerów stron w książce
- Andrzej Pettyn: Rozmówki esperanckie. Mieczysław Jaworowski (opr.). Warszawa: Wiedza Powszechna, 1990. ISBN 83-214-0732-3. Brak numerów stron w książce
- Andrzej Pettyn: Samouczek języka esperanto. Warszawa: Polski Związek Esperantystów, 1964, 1965. Brak numerów stron w książce
- Andrzej Pettyn: Sławni i zabawni wielcy ludzie w anegdocie. 1992. Brak numerów stron w książce[potrzebny przypis]
- Andrzej Pettyn: Słownik esperancko-polski. Warszawa: Polski Związek Esperantystów, 1986. Brak numerów stron w książce
- Andrzej Pettyn: Słownik polsko-esperancki. Warszawa: Polski Związek Esperantystów, 1980, 1982. Brak numerów stron w książce
- Andrzej Pettyn: Śladami Fryderyka Chopina w Milanówku. 2019. Brak numerów stron w książce[11]
- Andrzej Pettyn, Remigiusz Pettyn: Wielka księga anegdot. Bielsko-Biała: Wydawnictwo Kleks, 1997. Brak numerów stron w książce